# Šentjur na Polju
Šentjur na Polju este o localitate din comuna Sevnica, Slovenia, cu o populație de 89 de locuitori.